# UN-Klimakonferenz in Marrakesch 2001
Die UN-Klimakonferenz in Marrakesch fand vom 29. Oktober bis 10. November 2001 in Marrakesch statt. Es war die siebte Weltklimakonferenz. Insgesamt waren rund 5000 Regierungsdelegierte, Vertreter von Nicht-Regierungsorganisationen und Journalisten aus mehr als 160 Staaten vertreten, um die Zukunft des Weltklimas zu diskutieren.

## Ergebnisse
Im April 2001 hatte die Regierung der Vereinigten Staaten ihren Ausstieg aus dem Kyoto-Protokoll erklärt. Ob die Vereinigten Staaten ihre Ablehnung des Kyoto-Protokolls aufgeben würden, war eine der wichtigsten Fragen im Vorfeld gewesen. Die USA nahmen an den Verhandlungen nicht aktiv teil, entsandten aber Beobachter. Die Verhandlungen gerieten am letzten Konferenztag ins Stocken, als sich Australien, Japan, Russland und Kanada weigerten, einigen umstrittenen Punkten der Umsetzungsvereinbarung zuzustimmen. Diese Staaten setzten sich mit Forderungen nach einer großzügigeren Anrechnung von "Kohlenstoffsenken" durch, um ihre Emissionsbilanzen zu senken. Nach langen Verhandlungen wurde ein Kompromiss vereinbart, die sogenannten „Marrakesh Accords“. Diese Übereinkommen bestanden aus einem Paket von 15 Absprachen, welche den Weg zur Umsetzung des Kyoto-Protokolls freimachten.  Die Delegierten einigten sich auf ein international verbindliches Protokoll zur Reduzierung der Treibhausgase und verabschiedeten ein Regelwerk zum Emissionsrechtehandel. Das Regelwerk von Marrakesch bestimmte die Klima-Richtlinien für Forstwirtschaft, Getreideanbau, Weideland Management und die Rekultivierung. „Das globale Paket ist angenommen“, erklärte der Belgier Vincent Georis als Sprecher der EU-Delegation.